# Bắc Kinh nhật báo
Bắc Kinh nhật báo (tiếng Trung: 北京日报; bính âm: Běijīng rìbào) là tờ báo chính thức của ủy ban thành phố Bắc Kinh của Đảng Cộng sản Trung Quốc. Được thành lập vào ngày 1 tháng 10 năm 1952, từ năm 2000 nó thuộc sở hữu của Tập đoàn Nhật báo Bắc Kinh, đồng thời điều hành tám tờ báo khác. Tờ báo có số lượng phát hành khoảng 400.000 mỗi ngày, khiến nó trở thành một trong những tờ báo được lưu hành rộng rãi nhất trong thành phố.